# Габон на летних Олимпийских играх 1972
Габон принимал участие в летних Олимпийских играх 1972 года в Мюнхене (ФРГ) в первый раз за свою историю. Страну представлял один боксёр — Жозеф Мбурукунда, ставший первым в истории габонцем, принявшим участие в Олимпийских играх. Он проиграл в первом же бою в категории до 57 кг.

## Бокс
Спортсменов — 2
| Спортсмен        | Категория | 1/32 финала            | 1/16 финала          | 1/8 финала           | 1/4 финала           | Полуфинал            | Финал                |
| Спортсмен        | Категория | Соперник и результат   | Соперник и результат | Соперник и результат | Соперник и результат | Соперник и результат | Соперник и результат |
| ---------------- | --------- | ---------------------- | -------------------- | -------------------- | -------------------- | -------------------- | -------------------- |
| Жозеф Мбурукунда | 57 кг     | Рудольф Фогель Пор 2:3 | Не прошёл            | Не прошёл            | Не прошёл            | Не прошёл            | Не прошёл            |